# Бологое-Полоцкое

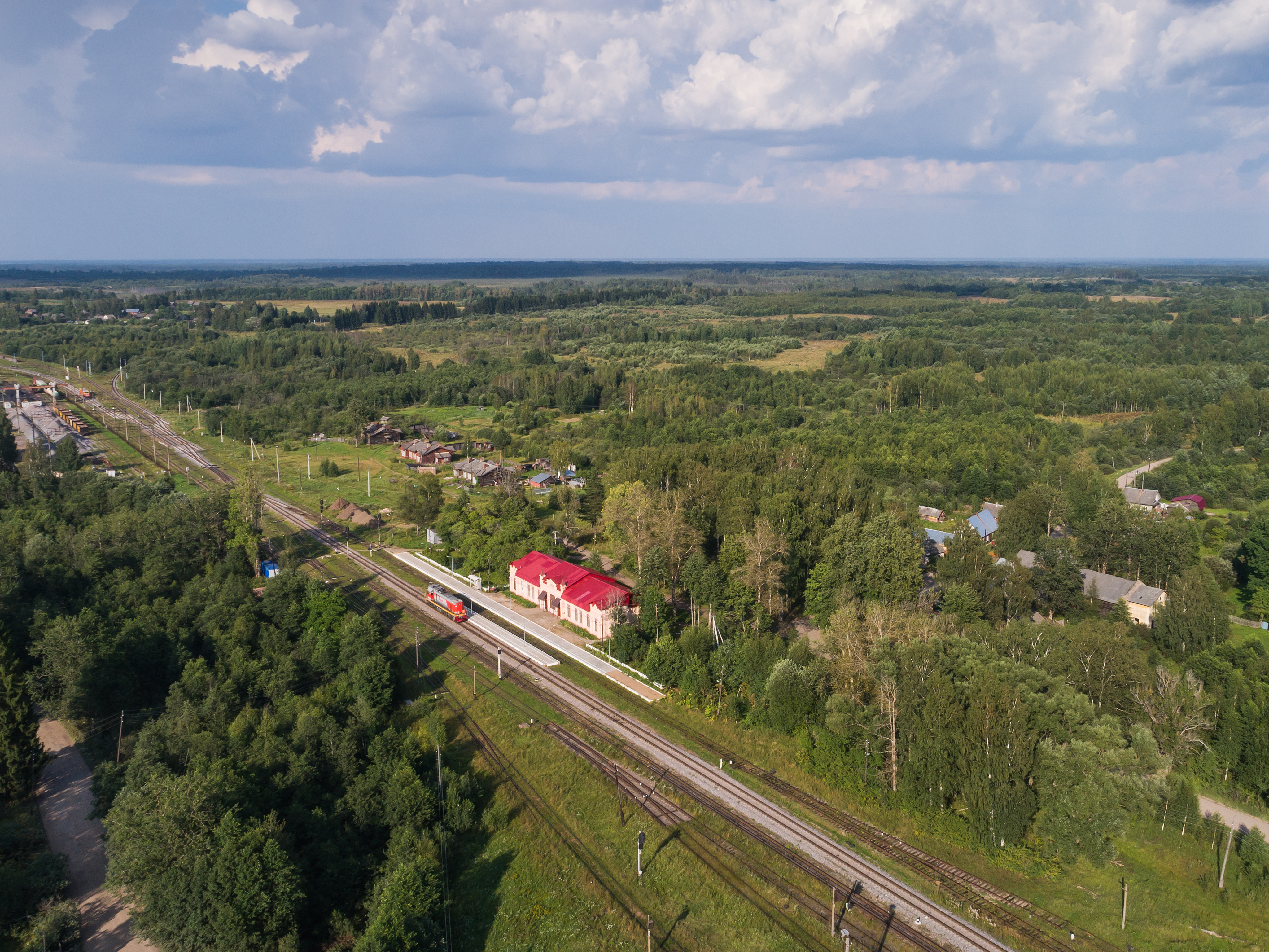
Вид станции с воздуха

Болого́е-По́лоцкое (Бологое II) — железнодорожная станция Октябрьской железной дороги на линии Соблаго — Бологое-Московское в городе Бологое Тверской области. Открыта в 1907 году.

## История
Станция открыта 1 (14) января 1907 года на Бологое-Седлецкой железной дороге, одновременно с запуском регулярного движения пассажирских поездов между Бологое и Полоцком.
Окончательный проект стратегически важной железной дороги от станции Бологое через Полоцк до города Седлец был утверждён императором Николаем II в 1902 году. Строительство продолжалось с 1904 по 1907 год и обошлось казне Российской империи в 53 миллиона рублей, в среднем по 118 000 рублей за версту.
На станции были построены оборотное депо с разворотной площадкой, которое никогда не эксплуатировалось (его построили как резервное), и каменное здание железнодорожного вокзала. В годы Великой Отечественной войны город Бологое и в частности станция подвергались постоянным налётам и бомбардировкам немецкой авиации, однако здание вокзала и часть станционных построек уцелели и сохранились до наших дней.

## Краткое описание
Станция 5 класса на неэлектрифицированном участке Бологое-Московское — Соблаго. Имеет разветвлённое, сложное путевое развитие, более 10 путей различного назначения, здание железнодорожного вокзала и пассажирские перроны. Расположена на малодеятельном участке с редким движением пассажирских и грузовых поездов. Является первой станцией с запасны́м локомотивным депо, построенной в 1906 году на Бологое-Седлецкой железной дороге. В границах станции имеется небольшая база запаса, предназначенная для отстоя и хранения выведенного из эксплуатации подвижного состава.

## Пассажирское движение
Через станцию курсирует пригородный пассажирский поезд Осташков — Бологое, в выходные и праздничные дни на паровозной тяге. Маршрут обслуживается акционерным обществом «Московско-Тверская пригородная пассажирская компания». Поезда дальнего следования остановки на станции не имеют.